# Górska Odznaka Turystyczna PTTK

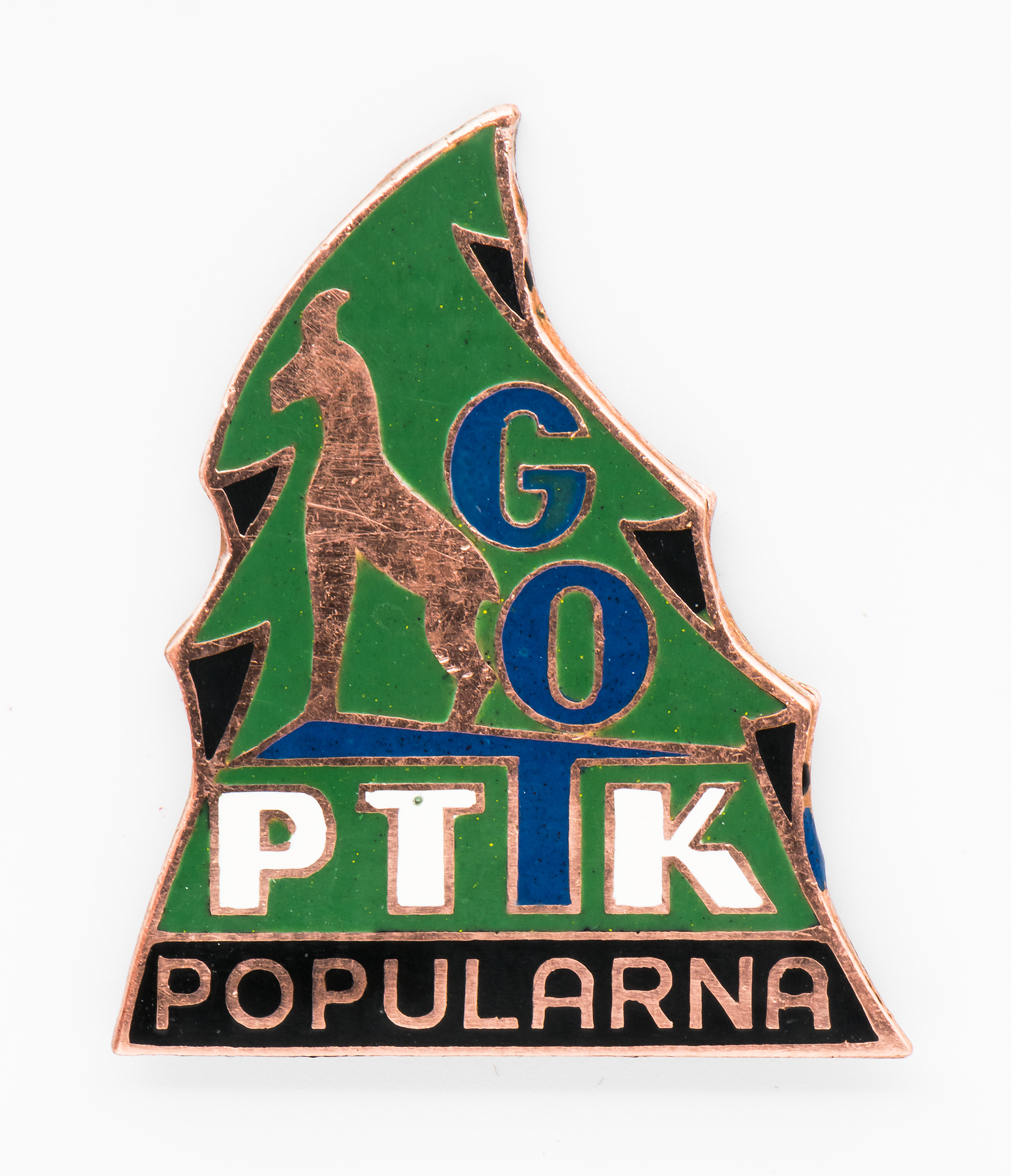
GOT PTTK w stopniu popularnym

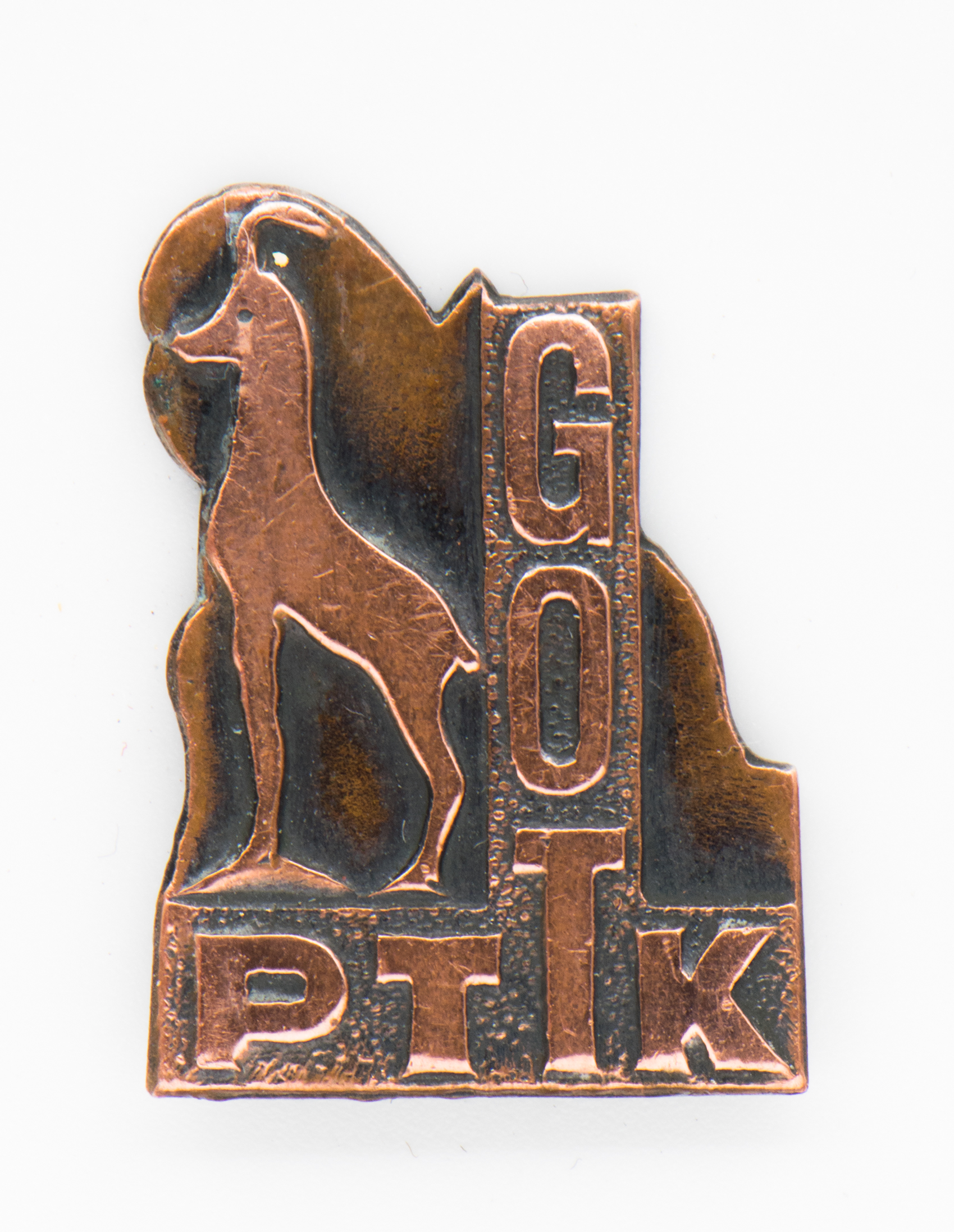
GOT PTTK w stopniu małym brązowym

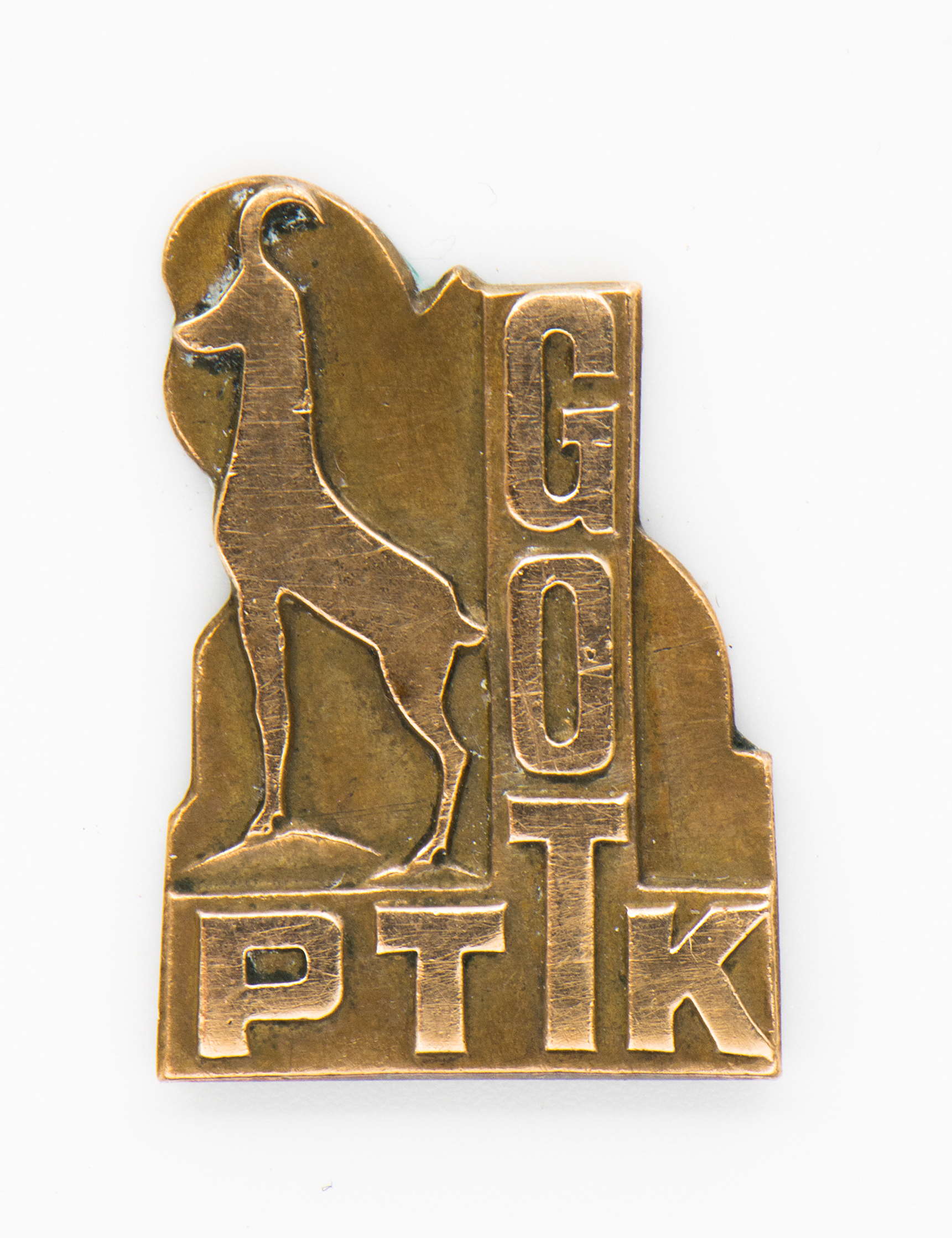
GOT PTTK w stopniu małym złotym

Górska Odznaka Turystyczna PTTK (GOT PTTK) – odznaka ustanowiona w 1935 przez Polskie Towarzystwo Tatrzańskie, promująca turystykę górską. Od 1950 kontynuowana przez Polskie Towarzystwo Turystyczno-Krajoznawcze – spadkobiercę i kontynuatora PTT.
Nadzór nad GOT sprawuje Komisja Turystyki Górskiej Zarządu Głównego PTTK. Kadrą programową odpowiedzialną za GOT są przodownicy turystyki górskiej PTTK.

## Stopnie odznaki
Odznaka ma następujące kategorie i stopnie:
- „W góry”:
  - brązowa
  - srebrna
  - złota
- popularna
- mała:
  - brązowa
  - srebrna
  - złota
- duża:
  - brązowa
  - srebrna
  - złota
- „Za wytrwałość”:
  - mała
  - duża

Zdobywanie odznaki odbywa się na podstawie samodzielnie prowadzonej książeczki, według wzoru określonego przez Komisję Turystyki Górskiej ZG PTTK, w której zapisywany jest dokładny przebieg przebytych tras i punkty należne za poszczególne odcinki. 
Odznakę „W góry” można zdobywać po rozpoczęciu 5. roku życia i do ukończenia 7. roku życia, pozostałe po ukończeniu 7 lat życia. Zdobycie poszczególnych stopni w kategoriach „W góry”, „popularnego” i „małych” związane jest ze zdobyciem określonej ilości punktów. Punkty przydzielane są na podstawie stanowiącej załącznik do regulaminu odznaki punktacji górskich znakowanych szlaków turystycznych Polski lub (jeśli trasa wycieczki nie jest ujęta w spisie) według zasady: 1 punkt za 1 kilometr plus 1 punkt za 100 metrów różnicy wysokości z sumy podejść. Nie wolno powtarzać tras w ramach zdobywania jednego stopnia odznaki, chyba że przejście odbywa się w przeciwnym kierunku.
Zdobywanie każdej z odznak „dużych” wiąże się z odbyciem dwóch wielodniowych wycieczek, przy czym trasa każdej z nich winna prowadzić przez co najmniej 7 punktów pośrednich, wybranych z listy stanowiącej załącznik do regulaminu odznaki. Punkty pośrednie mogą być wykorzystane tylko raz przy zdobywaniu wszystkich stopni „dużych” odznak. 
Odznakę „Za wytrwałość” w stopniu małym zdobywa posiadacz dużej złotej odznaki wypełniając siedmiokrotnie, a posiadacz małej złotej dziesięciokrotnie  wymagania któregokolwiek stopnia małej odznaki GOT. O przyznanie odznaki „Za wytrwałość” w stopniu dużym można ubiegać się po udokumentowaniu dwukrotnego zweryfikowania odznaki „Za wytrwałość” w stopniu małym.
Od chwili ustanowienia  w 1935 r. do 2010 r. zdobyto 1 552 756 odznak GOT
Liczba zdobytych odznak GOT w wybranych latach
| 1935 r. | 1936 r. | 1937 r. | 1938 r. | 1948 r. | 1949 r. | 1950 r. | 1960 r. | 1970 r. | 1980 r. | 1990 r. | 2000 r. | 2010 r. |
| ------- | ------- | ------- | ------- | ------- | ------- | ------- | ------- | ------- | ------- | ------- | ------- | ------- |
| 55      | 133     | 165     | 105     | 52      | 857     | 4984    | 12910   | 27008   | 49081   | 27739   | 15614   | 11222   |